# Fond

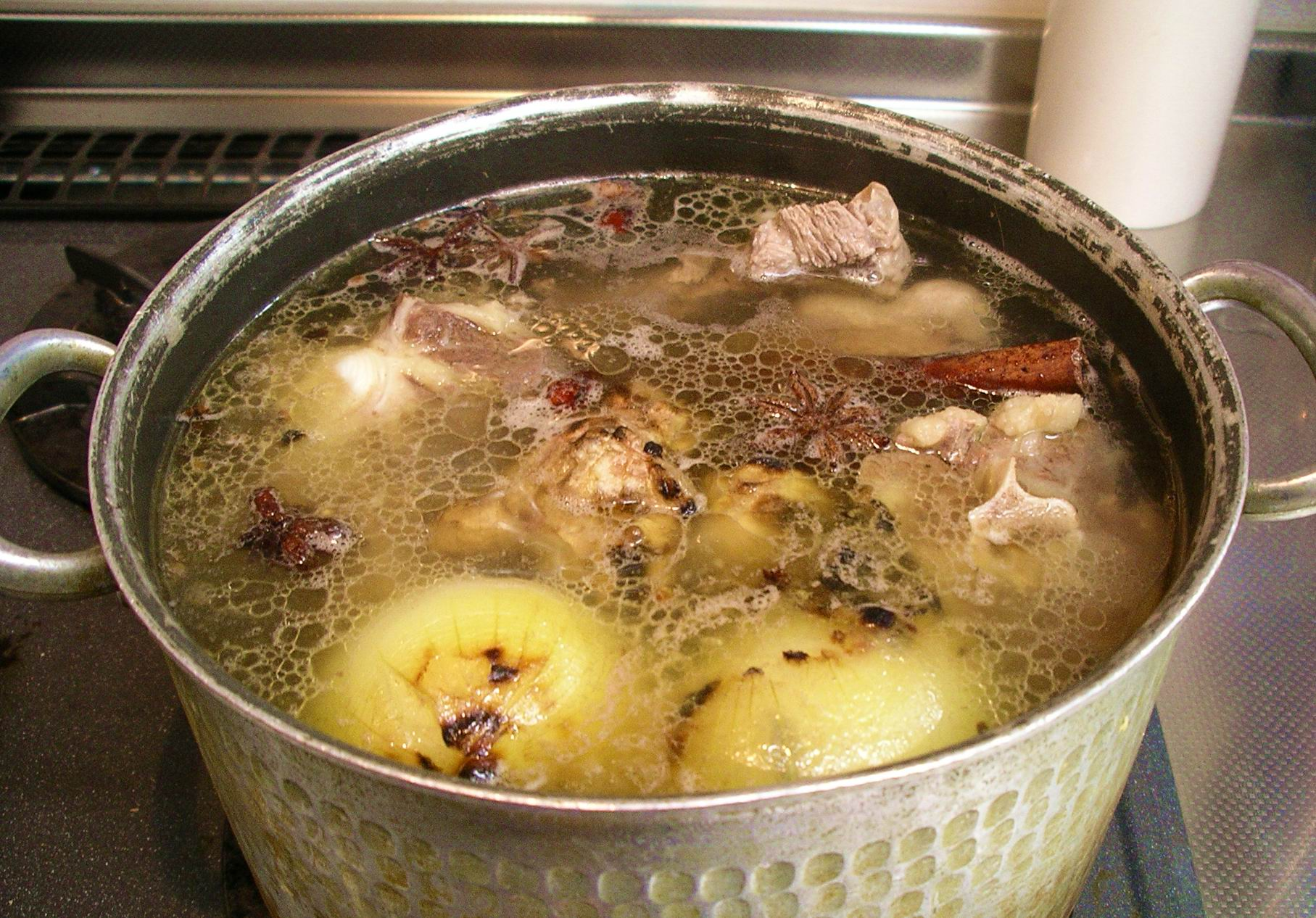
Crearea unui fond într-o oală pe plită

Fondul, numit uneori supă de oase sau supă de bază (sau chiar stock, din engleză), este un lichid de gătit savuros care formează baza multor feluri de mâncare – în special supe, tocane și sosuri. Prepararea fondului implică fierberea oaselor de animale, a cărnii, a fructelor de mare sau a legumelor în apă sau vin, adesea pentru o perioadă lungă de timp. Mirepoix sau alte aromatice pot fi adăugate pentru aromă.

## Prepararea
În mod tradițional, fondul se face prin fierberea diferitelor ingrediente în apă. O abordare mai nouă este folosirea unei oale sub presiune. Ingredientele pot include unele sau toate dintre următoarele:
Oasele: Oasele de vită și de pui sunt cele mai frecvent utilizate; peștele este, de asemenea, comun. Savoarea fondului provine din măduvă osoasă, cartilajul și alte țesuturi conjunctive. Țesutul conjunctiv conține colagen, care este transformat în gelatină, îngroșând lichidul. Fondul făcut din oase trebuie fiert pentru perioade lungi de timp; metodele de gătit sub presiune scurtează timpul necesar pentru extragerea aromei din oase.
Carne: Carnea gătită și încă atașată de oase este, de asemenea, folosită ca ingredient, în special în fondul de pui. Se folosesc și bucăți de carne cu o cantitate mare de țesut conjunctiv, precum tăieturile din umăr.
Mirepoix: Mirepoix este o combinație de ceapă, morcovi, țelină și, uneori, alte legume adăugate pentru a aroma supa. Uneori, părțile mai puțin dorite ale legumelor care nu ar putea fi consumate altfel (precum coaja de morcov și miezul și frunzele de țelină) sunt folosite, deoarece solidele sunt îndepărtate din fond la finalul preparării.
Ierburi și condimente: Ierburile și mirodeniile folosite depind de disponibilitate și de tradițiile locale. În bucătăria clasică, este uzuală utilizarea unui buchet garni (sau pungă de ierburi) constând din pătrunjel, foi de dafin, o crenguță de cimbru și alte ierburi. Acesta este adesea plasat într-o punguță pentru a fi mai ușor de îndepărtat odată ce fondul este gătit.

## Tipuri

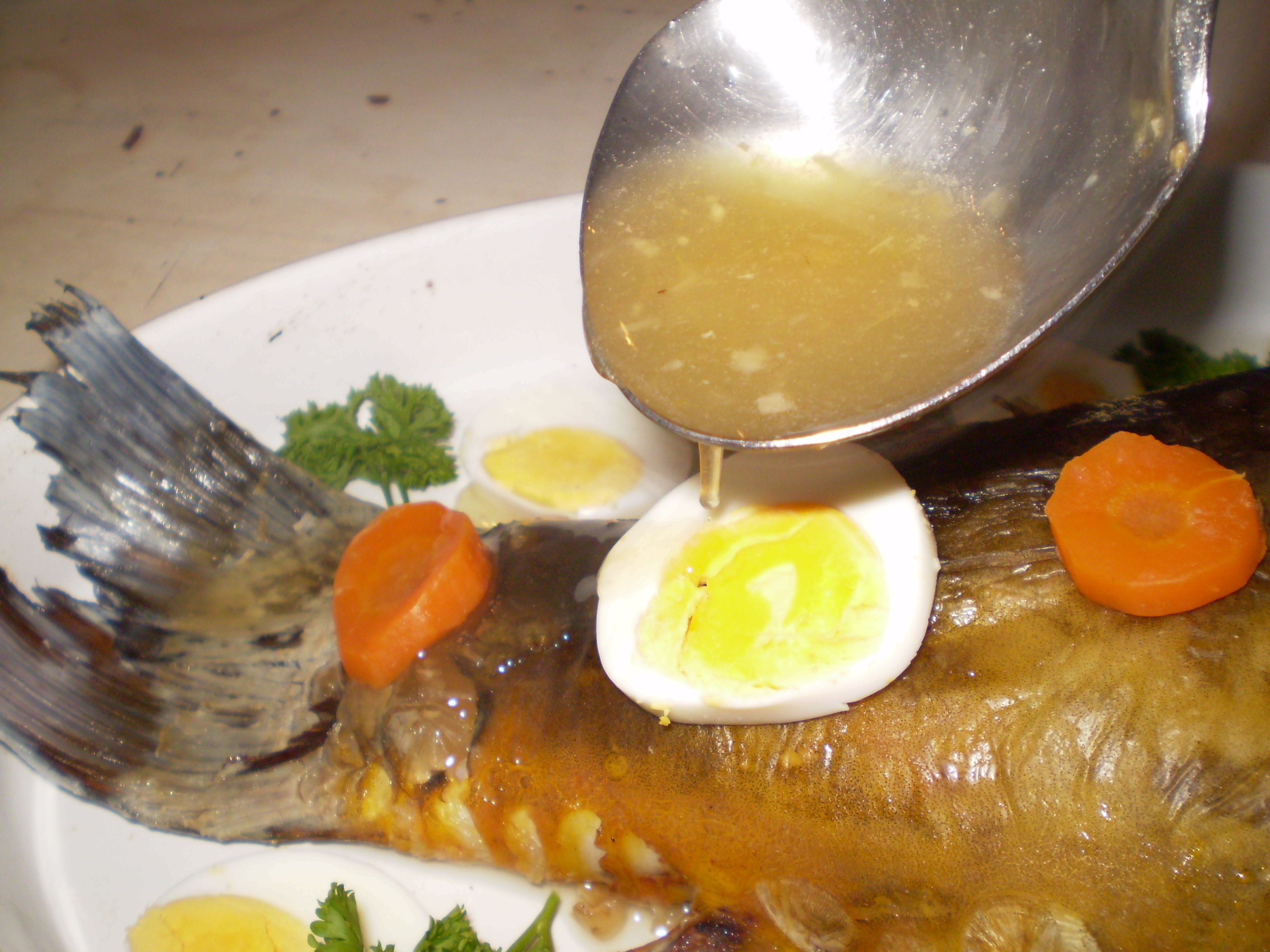
Turnarea unui fond de pește pe un pește umplut

Fondurile de bază sunt de obicei denumite în funcție de tipul de carne primară. Se face de obicei o distincție între fond blanc, sau fond alb, făcut prin utilizarea oaselor crude și mirepoix, și fond brun, sau fond maro, care își capătă culoarea prin prăjirea oaselor și mirepoix-ului înainte de fierbere; oasele pot fi, de asemenea, acoperite cu pastă de tomate înainte de prăjire. Puiul este cel mai frecvent utilizat pentru prepararea fond blanc, în timp ce carnea de vită sau vițel sunt cel mai frecvent folosite la fond brun .
Alte soiuri regionale includ:
- Dashi este un fond de pește din bucătăria japoneză, realizat prin gătirea de durată scurtă a fulgilor de pește numiți katsuobushi cu o varietate de alge numite kombu în apă aproape clocotită.
- Myeolchi yuksu este un fond din bucătăria coreeană făcut prin gătirea scurtă a hamsiilor uscate cu varec în apă aproape clocotită.
- Glace de viande este o supă, de obicei făcută din vițel, care este concentrată prin reducere.
- Fond de șuncă, obișnuit în bucătăria cajun, este făcut din jareți de șuncă .
- Supa maestru este un fond chinezesc folosit în principal pentru poșarea cărnii și este aromat cu sos de soia, zahăr, ghimbir, usturoi și alte arome.
- Supa de creveți este făcută prin fierberea cojilor de creveți. Este folosită în mâncăruri din Asia de Sud-Est, precum laksa .
- Remouillage este un fond făcut din oase care au mai fost o data fierte pentru prepararea unui fond.
- Supa de tărâțe reprezintă tărâțe fierte în apă. Poate fi folosită pentru a îngroșa supe de carne, folosită ca fond pentru supe de legume sau transformată în supă prin adaosul de ceapă, legume și melasă.[1] [2]

## Mențiuni de sănătate
Spre începutul anilor 2010, „supa de oase” a devenit populară în domeniul mâncărurilor sănătoase, datorită creșterii popularității grăsimilor alimentare în detrimentul zahărului precum și a interesului pentru „alimente funcționale” la care pot fi adăugate „medicamente culinare”, precum turmericul și ghimbirul. Batoanele cu supă de oase, serviciile de livrare la domiciliu a supei de oase, borcanele cu supă de oase și pachetele de supă congelată de oase au crescut în popularitate în Statele Unite.  Moftul a fost accentuat de cartea din 2014 Nourishing Broth, în care autorii Sally Fallon Morell și Kaayla T. Daniel susțin că densitatea nutrienților supei are o varietate de efecte benefice asupra sănătății.
Nu există dovezi științifice care să susțină multe dintre afirmațiile făcute în favoarea supei de oase.  